# James Cunningham, Son and Company
La James Cunningham, Son and Company è stata un'azienda statunitense, nata nel 1868 come James Cunningham & Son ha cambiato denominazione nel 1882 e nel periodo dal 1896 al 1936 ha prodotto automobili a Rochester, nello Stato di New York come The Cunningham Car.

## Storia

### Le origini
Le origini della compagnia vanno ricercate nell'attività di produzione di carrozze e slitte e nel 1896 iniziò la produzione di auto elettriche. Dopo aver abbandonato la produzione di carrozze e slitte, la Cunningham iniziò a assemblare autovetture con motore a scoppio. I primi modelli realizzati, che erano estremamente cari a fronte di un equipaggiamento e di accenti lussuosi, costavano circa 3.500 dollari. Inizialmente produceva le vetture a telaio nudo, cioè senza carrozzeria, che era infatti aggiunta in un secondo momento dal carrozziere di fiducia del cliente. I motori invece erano prodotte da aziende esterne. A partire dal 1910 iniziò a produrre vetture complete ad un prezzo compreso tra i 4.500 ed i 5.000 dollari.

### I modelli con motore a quattro cilindri
La produzione, all'inizio della storia dell'azienda, fu molto lenta. Nel 1911 ogni lavoratore, in media, riusciva a realizzare una vettura all'anno, a fronte di una forza lavoro complessiva di 450 unità. La maggior parte del lavoro era infatti artigianale.
La prima vettura prodotta fu la Model H. Il modello, che era dotato di un motore a quattro cilindri da 80 CV di potenza, era offerto in versione torpedo sette posti a 3.500 dollari, runabout a 3.250 dollari e landaulet a 4.500 dollari. L'anno successivo, alla gamma, fu aggiunta una versione phaeton.
Nel 1913 la Model H fu sostituita dalla Model M, che era dotata di un analogo propulsore, ma da 72,2 CV. Il telaio e le carrozzerie offerte era identiche a quelle del modello predecessore. Nel 1914 fu invece introdotta la Model R. La gamma di carrozzerie disponibili fu ridotta. La Model S, che fu prodotta dal 1915 al 1916, fu l'ultima Cunningham con motore a quattro cilindri. Questo modello era molto simile alla Model R.

### I modelli con motore V8

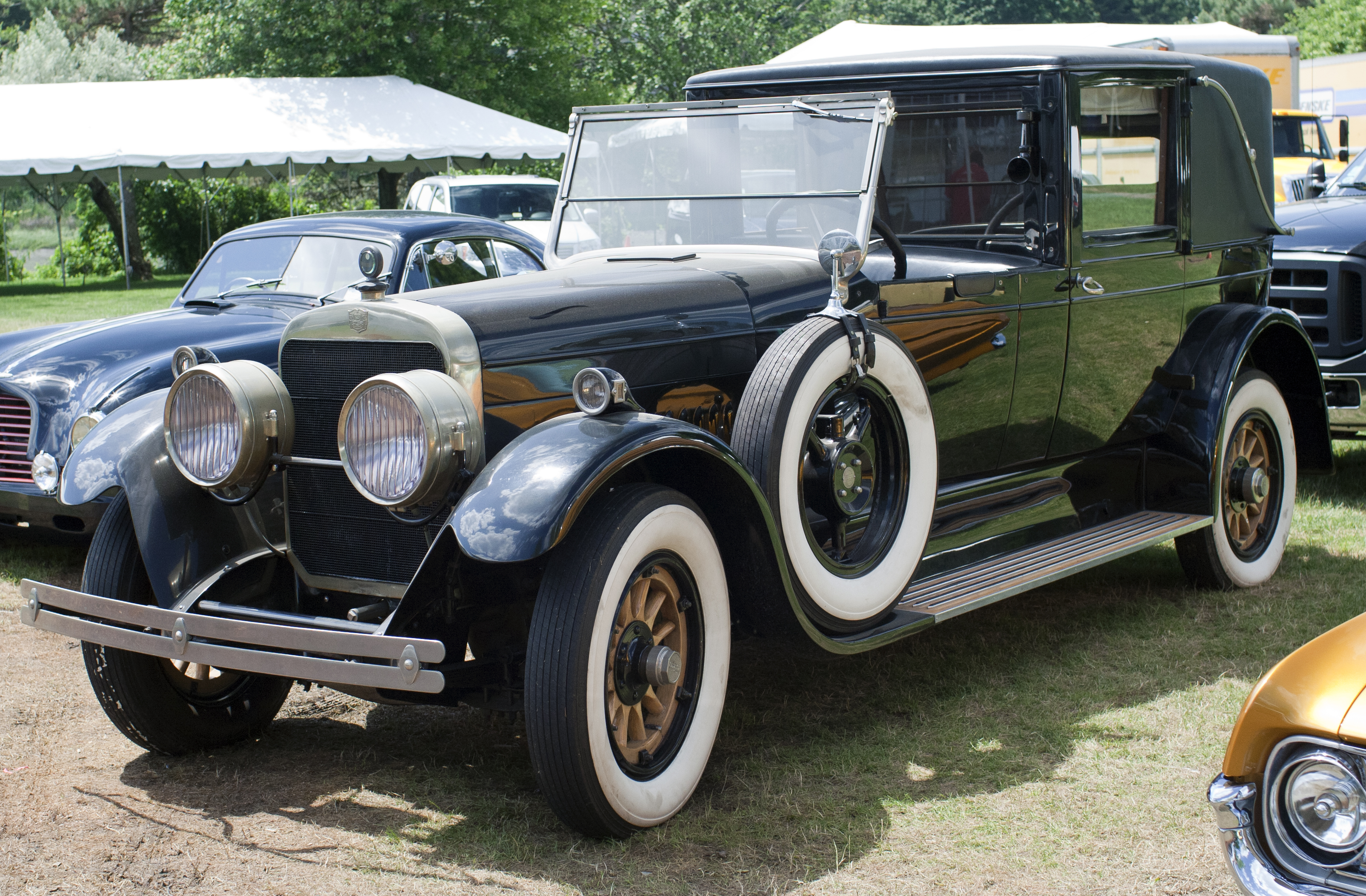
Una Cunningham V-4 Model 82A del 1922

Il primo motore Cunningham V8 fu introdotto nel 1916. Fu tra i primi motori V8 prodotti negli Stati Uniti dopo i V8 della Cadillac, che furono introdotti nel 1914. Era a valvole laterali, possedeva una cilindrata di 7,2 L ed erogava 90 CV di potenza. Molti componenti delle vetture erano acquistati già pronti da aziende esterne. Per esempio, la frizione e la trasmissione erano realizzati dalla Brown Lipe, gli assali ed i freni dalla Timken, i pistoni dalla Lynite e l'impianto elettrico dalla Westinghouse Electric. Le carrozzerie disponibili erano torpedo, roadster, coupé, berlina e runabout. Erano presenti molti optional che arricchivano l'equipaggiamento base. La Cunningham invitava i clienti a personalizzare la carrozzeria comunicando all'azienda le proprie richieste. Nel 1917 fu confermato l'unico modello presente nella gamma nell'anno precedente, la V-1.
Nel 1918 fu introdotto la V-2. I cambiamenti furono però pochi e la gamma di carrozzerie offerte fu ridotta. Il prezzo era di circa 5.500 dollari. Nel 1920 fu lanciata sui mercati la V-3, che era caratterizzata da un motore che era la versione aggiornata di quello dei due modelli precedenti. Le carrozzerie disponibili erano roadster, torpedo, landaulet e berlina. Nel 1921 fu aggiunta alla gamma la cabriolet. Nel 1922 fu introdotta la V-4, che montava un motore da 7,2 L e 90 CV. Di questo modello erano presenti due versioni, la Model 91A e la Model 82A: la prima era quella a passo corto, mentre la seconda era la versione a passo lungo. Nel 1926 le vetture rimasero immutate, anche se furono introdotti i freni sulle quattro ruote.
La Cunningham cessò la produzione automobilistica nel 1931. Continuò a realizzare carrozzerie per altre case automobilistiche fino al 1936.

## Le altre produzioni
Nel 1928 la Cunningham iniziò a produrre aeroplani con marchio Cunningham-Hall Aircraft Corporation. Questi velivoli furono caratterizzati da una meccanica innovativa. Si è dedicata anche alla costruzione di veicoli militari come il M1 Armored Car.
Terminata la costruzione di autovetture, al termine della seconda guerra mondiale l'attività aziendale virò verso produzioni di tipo molto variegato, terminando l'attività nel 1968.